# Michaelnbach
Michaelnbach település Ausztriában, Felső-Ausztria tartományban, a Grieskircheni járásban, területe 12,16 km².

## Fekvése
Tengerszint feletti magassága 394 méter. Michaelnbach Sankt Thomas, Pollham, Tollet, Pötting, Peuerbach, Waizenkirchen és Prambachkirchen településekkel határos.

## Népesség
Lakosainak száma 1263 fő (2018. január 1.).